# يوسف البيرق
يوسف عبد الرحمن (من مواليد 4 مارس 1989) هو حارس مرمى إماراتي، يلعب حاليًا لنادي الفجيرة ومنتخب الإمارات العربية المتحدة تحت 20 سنة.
لعب مرة واحدة في دوري أبطال آسيا 2010، في المباراة الأخيرة في دور المجموعات.

## المشاركات الدولية
في نوفمبر 2009، استدعي للمنتخب للعب ضد مانشستر سيتي وجمهورية التشيك والعراق. لعب المباراة ضد العراق.

## وصلات خارجية
- يوسف عبد الرحمن البيرق على موقع الاتحاد الدولي (مؤرشف)  (الإنجليزية)
- يوسف عبد الرحمن البيرق على موقع إي إس بي إن إف سي (الإنجليزية)
- يوسف عبد الرحمن البيرق على موقع كووورة
- الموقع الرسمي لنادي العين